# Nhà 48 Hàng Ngang
Ngôi nhà số 48 Hàng Ngang, Hà Nội là nơi Hồ Chí Minh đã soạn thảo Tuyên ngôn Độc lập Việt Nam ngày 26 tháng 8 năm 1945, sau đó nó được góp ý bởi các nhà lãnh đạo Việt Nam và tiếp tục được ông hoàn chỉnh tại số 12 Ngô Quyền, Hà Nội.

## Lịch sử ngôi nhà
Số 48 Hàng Ngang là nhà ở của gia đình ông Trịnh Văn Bô, một nhà tư sản Việt Nam. Hồ Chí Minh, lúc đó, ở trên gác hai trong một căn phòng rộng mà chủ nhà làm phòng ăn, ở giữa kê một cái bàn dài to, quanh bàn có tám ghế tựa đệm mềm là nơi ông thường làm việc với các lãnh đạo của Đảng Cộng sản Đông Dương. Cuối phòng, sát tường phía sau, kê một chiếc bàn tròn mà ông thường ăn sáng. Hồ Chí Minh hay ngồi suy nghĩ và đánh máy bên chiếc bàn con kê sát tường góc phía trong. Mặt bàn hình vuông, bọc da xanh màu lá mạ, vừa đủ để tập giấy bút và chiếc máy chữ nhỏ mang từ chiến khu về. Ngay chính chiếc bàn này, bản Tuyên ngôn Độc lập Việt Nam đã được viết ra.

## Hiện nay
Căn nhà này hiện nay là di tích lịch sử cho khách tham quan ở trong và ngoài Việt Nam tìm hiểu về nơi Bác viết ra bản Tuyên ngôn Độc lập Việt Nam.